# Microsoft KIN
Kin (auch oft als KIN geschrieben) ist eine Mobiltelefonfamilie von Microsoft, die bei Verizon Wireless erhältlich war. Nach langer Entwicklungszeit und hohen Kosten erschien es im Mai 2010 und wurde als „naher Verwandter“ (engl. kin = verwandt) zu Windows Phone 7 bezeichnet. Eigentlich sollte das Kin auch in Europa verkauft werden, jedoch wurden diese Pläne nach schlechten Absatzzahlen in den USA verworfen. Seitdem wurde das Kin-Team in das Windows-Phone-7-Entwicklungsteam integriert und die Werbung für das Kin gestoppt. Das Kin wurde von Microsoft entwickelt und von Sharp hergestellt. Es wurde als besonders geeignet für soziale Netzwerke beworben und für eine Zielgruppe zwischen 15 und 30 Jahren geplant.
Das Kin war das Ergebnis einer zweijährigen Entwicklungsarbeit bei Microsoft, die mit dem Aufkauf von Danger Inc begann, das schon das Danger Hiptop/T-Mobile Sidekick entworfen hatte. Kin OS basiert auf Windows CE.

## Geschichte

### Entwicklung
Zunächst war das Kin-Projekt unter dem Codenamen Project Pink bekannt und wurde unter der Führung des Microsoft-Managers J Allard begonnen. 2008 wurde Danger Inc. für etwa 500 Millionen US-Dollar von Microsoft aufgekauft.
Das Kin selbst wurde in Microsofts Premium Mobile Experiences-(PMX)-Abteilung entwickelt, und zwar durch eine Arbeitsgruppe, die auch Angestellte von Danger Inc. beinhaltete. Hardwarehersteller waren zunächst angeblich begeistert von Kin, und konkurrierten um eine Mitgliedschaft im Kin-Projekt.

### Vorstellung
Die „Enthüllung“ des Kin begann mit dem Einladen ausgewählter Journalisten für ein geheimes Treffen in San Francisco am 12. April 2010. Auf den Einladungen für das Event, von dem wenig später bestätigt wurde, dass es um das Project Pink ging, stand It’s time to share (Es ist Zeit, zu teilen). Die Veranstaltung selbst fand schließlich im Nachtclub Mighty statt und beinhaltete einen Auftritt von Robbie Bach, dem Chef von Microsofts Entertainment- und Mobilfunksparte.

### Misserfolge des Kin
Das Kin litt sehr unter nur schwachen Verkaufszahlen, sodass Microsoft-Manager der New York Times davon berichteten, dass sie von der fehlenden Werbung durch Verizon-Mitarbeiter sehr erschreckt worden seien. Schon nach 48 Tagen auf dem Markt stellte Microsoft die Kin-Serie am 30. Juni 2010 ein. Die Pläne für eine Europa-Einführung bei Vodafone wurde verworfen.

### Comeback
Das Kin ONE und TWO sind inzwischen wieder als sogenannte „Feature Phones“ auf dem Markt – Telefone, die von den Funktionen her zwischen normalem Handy und echtem Smartphone einzuordnen sind. Diese neuen Kins bekommt man ohne Vertrag und jetzt als „Kin ONEm“ bzw. „Kin TWOm“. Verizon bestätigte am 18. November 2010 die Wiederaufnahme der Kin-Verkäufe, wobei die Geräte bis Dezember 2010 nicht in den Geschäften verfügbar waren.

## Funktionen und Fähigkeiten
Microsoft bezeichnet die Kin-Serie als Social Phones. Das Kin legt Schwerpunkte auf Social Networking und das sog. Teilen von Inhalten (z. B. Bilder, Videos etc.) im Internet, besitzt jedoch keine Möglichkeit, Apps zu installieren.

### Verknüpfung mit Sozialen Netzwerken
Der Startbildschirm des Kin heißt Loop und zeigt eine Zusammenstellung der Neuigkeiten aus Quellen wie RSS-Webfeeds, Twitter, Facebook, MySpace etc. an.
In Kritiken wurde oft als negativ erwähnt, dass das Kin nur alle 15 Minuten die Zusammenstellung aktualisiert, ohne dass der Nutzer dieses Intervall ändern könnte. Der Nutzer kann jedoch einen „Aktualisieren“-Knopf auf dem Display drücken, um die Informationen zu aktualisieren. Microsoft begründet dieses Verhalten mit einer Verkürzung der Batterielaufzeit und unausgegorenen APIs der Netzwerkbetreiber. Außerdem wird spekuliert, dass Microsoft erst durch diese „Funktion“ Verizon überzeugen konnte, niedrigpreisige Tarife für das Kin anzubieten, um die Teenager-Zielgruppe erreichen zu können.
Das Kin unterstützt das Hochladen von Fotos auf Twitpic, Facebook etc. nicht; genauso wenig das Retweeten, Ansehen der Updates einer einzelnen Person oder das direkte Öffnen von Links aus Twitter-Nachrichten. Auch dies könnte sich durch die Ermöglichung billiger Datentarife erklären lassen.